# 칠기

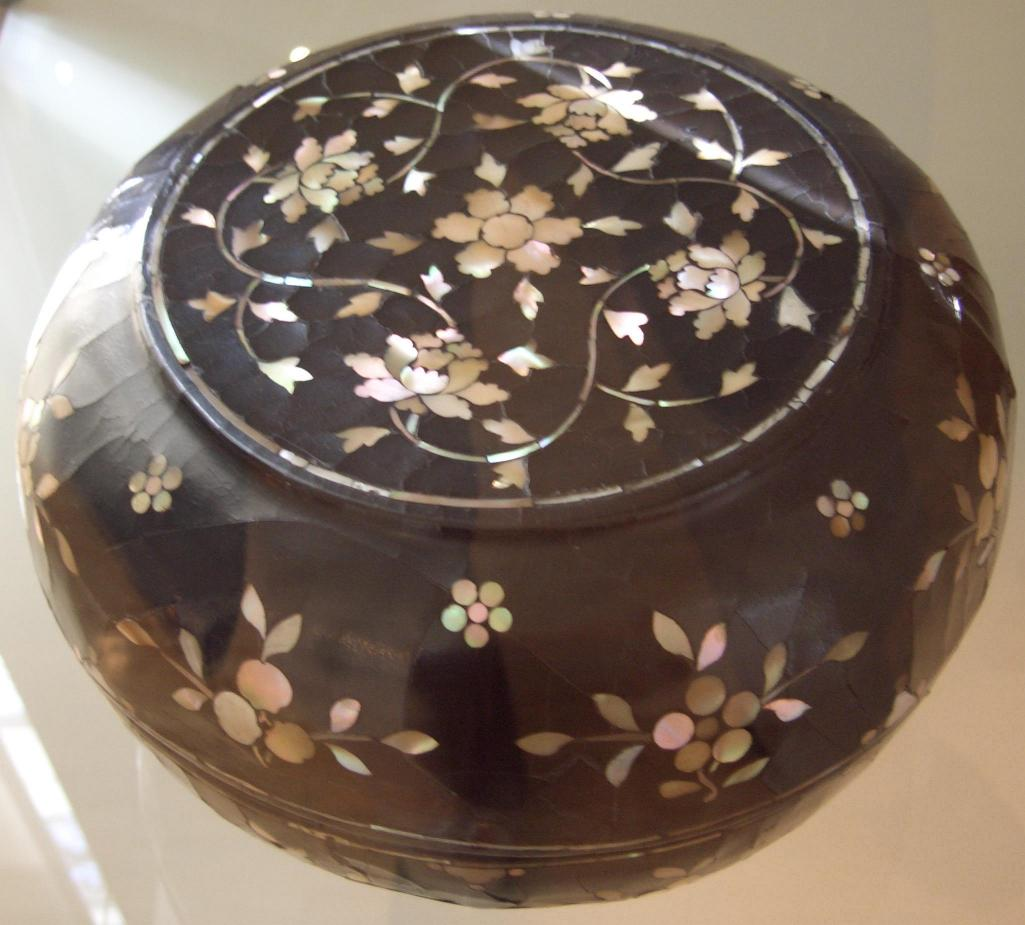
명나라의 칠기.

칠기(漆器)는 옻나무에서 채취된 수지인 칠(漆) 혹은 옻칠을 나무재료를 비롯하여 흙,돌,금속재료를 이용하여 만든 조형물 및 공예품 표면을 보호하기 위해 칠한 것이다. 옻칠제품은 서양에서는 발달하지 못한 동양특유의 공예품으로, 옻칠에 광물성 안료를 배합한 것이 채화칠기(彩畵漆器)이다.

## 옻칠의 종류
통일신라시대까지는 정제칠·채색칠·건칠이 주로 쓰였으나, 고려시대와 조선시대에는 나전칠기가 우세하여 순옻칠 제품이 많지 않으나, 그 전통은 후대까지 계승되어 왔다고 할 수 있다. 칠기의 종류는 백골을 나무로 한 목심칠기를 비롯하여 대나무로 한 죽심칠기와 염태칠기, 가죽에 옻칠한 칠한 칠피칠기 또는 피심칠기가 있다. 옻칠은 금속에 녹부식을 방지하기 위하여 칠한 것을 금태칠기라고 하며, 토기나 도기표면에 옻칠을 한 것을 와태칠기·도태칠기, 종이를 백골로 한 지라칠기·건칠칠기, 거북껍데기를 장식으로 한 대모칠기가 있다. 또한, 금박을 옻칠로 붙이는 금박칠기, 금분을 칠에 배합하여 그림을 그리는 금분화 등이 있으며, 종이로 문양을 오려붙인 지장칠기·차랑칠기, 색옻칠로 그림문양을 그린 채화칠기 등이 있다. 칠기의 문양 옻칠기에 쓰이는 의장문양이 보이기는 백제 초기의 자료인 석촌동 고분에서 발견된 거치주칠기의 거치문을 비롯하여, 무령왕릉에서 발견된 왕의 두침에 장식된 귀갑문과 왕비의 두침 전면의 구갑문 속의 연화인동문, 봉황·물고기·비천문 등의 채화문양과 왕비의 족좌면의 연화문과 공작깃무늬 등의 채화무늬가 있다. 신라지역에서 밝혀진 문양은 호우총에서 발견된 목심칠면의 모습을 비롯하여 천마총에서 출토된 칠잔에 주칠로 그린 보상당초문과 파장문대·봉황문·화염문 등이 보이며, 천마총에서 발견된 조형칠부에 장식된 무늬는 복선피상문·점문과 고배에는 당초문대와 봉황문 등이 보인다. 황남대총에서 발견된 동물문칠기편에 그려진 그림은 검은칠 바탕 위에 주칠로 소문양을 그려놓았으며, 화염문칠기편과 비조문칠기편 ·거치문칠기편 · 동물문칠기편에는 개와 사슴무늬 등이 그려져 있다. 조선시대에는 쌍룡문을 비롯하여 부적무늬·조청무늬 등의 여러 문양을 시대에 따라 특징 있는 그림으로 즐겨 쓰고 있는 것을 찾아 볼 수 있다.

## 같이 보기
- 래커

## 참고 자료
- 본 문서에는 서울특별시에서 지식공유 프로젝트를 통해 퍼블릭 도메인으로 공개한 저작물을 기초로 작성된 내용이 포함되어 있습니다.

| 전임 로제타석 | 제34대 100대 유물로 보는 세계사 | 후임 메로에 두상 |